# NGC 846
NGC 846 je galaksija u zviježđu Andromeda.

## Vanjske poveznice
- SEDS: NGC 846